# Kovanje u ukovnjima
Kovanje u ukovnjima se izvodi tako da se zagrijani materijal postavlja u ukovanj i pod djelovanjem sile čekića se ispunjava pripremljena gravura (kalup). Predmet se nakon toga izvadi iz ukovnja i skida se višak materijala (srh) na dodirnim površinama polovica kalupa. Kovanje u ukovnjima se primjenjuje u proizvodnji većeg broja istih komada, na primjer ključevi, koljenasta vratila, zupčanici, turbinske lopatice i slično.
Postupak kovanja u ukovnjima sastoji se u nekoliko koraka. Otkivak se najprije zagrije na potrebnu temperaturu, zatim se postavi u ukovanj. Nakon udaranja bata kovačkog stroja, materijal se preoblikuje prema kalupnoj šupljini. Potrebno je točno odrediti obujam sirovca, kako ne bi došlo do pojave neispunjenja ukovnja. Ako postoji višak materijala, on se "prelije" u slobodni prostor oko kalupne šupljine i nastaje srh koji se kasnije odvaja, ali osigurava potpuno ispunjenje šupljine ukovnja.
Kovanje u ukovnjima se dijeli na:
- jednofazne ukovnje, gdje se sirovac stavlja u ukovanj, bat udara, te otkivak poprima završni izgled. To se koristi za jednostavnije otkivke, za čiju je izradu dovoljan jedan korak.
- višefazne ukovnje, gdje sirovac mijenja dva ili više ukovnja, kako bi poprimio završni izgled. Otkivci su složeni i zahtjeva se povećana točnost.[2]

## Ukovanj
Ukovanj se izrađuje od specijalnog čelika, jer je za vrijeme rada toplinski i dinamički jako napregnut. Izrada je složena i skupa, te je nužna pažljiva troškovna (ekonomska) računica prije izrade. Ukovanj je u pravilu izrađen iz dva dijela:
- gornji dio, koji se postavlja u bat čekića i
- donji dio, koji se postavlja u nakovanj.

Gornji i donji dio ukovnja su centrirani međusobno pomoću vodilica. 